# Akkoord van Veere
Het Akkoord van Veere is een verdrag afgesloten in januari 1577.
Na het Beleg van Haarlem tijdens de Tachtigjarige Oorlog werd Haarlem uitgeroepen tot een Spaanse enclave. Om het voor de burgers van Haarlem makkelijker te maken werd het Akkoord van Veere afgesloten door het stadsbestuur van Haarlem. Hierin stonden een paar verdraagzaamheidsafspraken. Door deze afspraken konden de twee godsdienstige stromingen, het protestantisme en het katholicisme, naast elkaar bestaan. Allebei de geloofsovertuigingen waren dus toegestaan en geen van beide kanten kon meer vervolgd worden vanwege hun geloof. Nadat het Akkoord van Veere gesloten was, verlieten de Spaanse troepen Haarlem. Dit was het eerste moment dat de wederopbouw van Haarlem na de oorlog kon beginnen. 
In 1579 werd het akkoord geschonden en werd het verboden om een aanhanger te zijn van het katholicisme.